# Diagramă de inflamabilitate

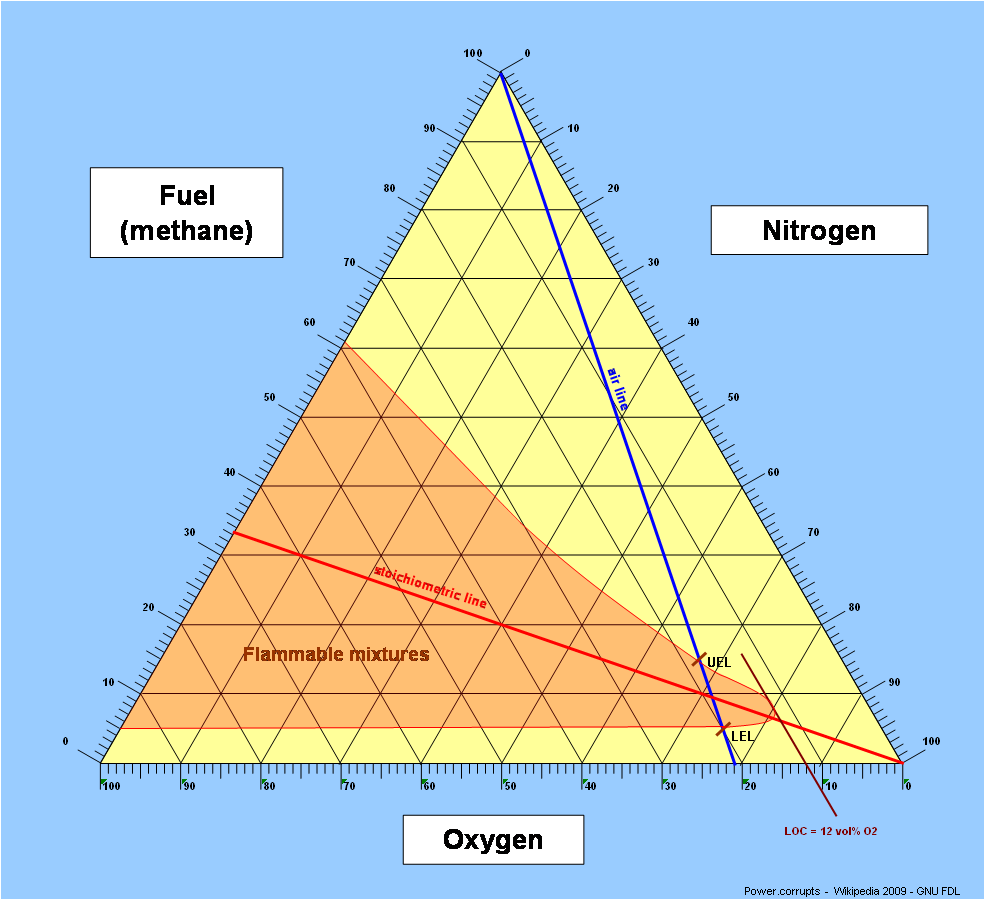
Diagrama de inflamabilitate a metanului

Diagrama de inflamabilitate este o diagramă ternară care redă compoziția unei amestec inflamabil format din combustibil, oxidant (de obicei oxigen) și un gaz inert ca  azotul.Aceste diagrame sunt disponibile în literatura de specialitate.Aceleași informații pot fi descrise într-o diagramă ortogonal normală, arătând doar două substanțe, implicit folosind principiul suma tuturor celor trei componente este egală cu 100 la sută. Diagramele de mai jos se referă numai la un tip de combustibil, diagrame pot fi generalizate la amestecuri de combustibili.